# Amanita nothofagi
Amanita nothofagi é um fungo que pertence ao gênero de cogumelos Amanita na ordem Agaricales. Produz um corpo de frutificação cujo píleo ("chapéu") atinge 13 cm de diâmetro, de formato inicialmente convexo, mas que depois fica achatado, com uma depressão central e ranhuras radiais na margem. Sua cor é variável, de castanho-amarelado a acinzentado, com estrias radiais acastanhadas. Sua superfície é pegajosa quando o cogumelo ainda é jovem ou está molhado, e ressecada quando maduro. A estipe mede até 14 cm de altura e 2,5 cm de espessura. Ela é branca com listras cinzas, oca e tem um bulbo na base de 3 cm de diâmetro. Acima do nível do anel membranoso a superfície do tronco é esparsamente coberta com tufos lanosos ou crespos; já abaixo do anel, é lisa ou escamosa.
O cogumelo foi descrito pela primeira vez pela micologista neozelandesa Greta Stevenson, que coletou espécimes em meados da década de 1950 em Nelson e Cabo Farewell, na Ilha Sul da Nova Zelândia.  Encontrado em ambas as ilhas principais do país, Norte e Sul, é a espécie mais comum de cogumelo Amanita endêmico naquela nação. Pode ser confundido com o seu "primo" A. australis, também exclusivo do arquipélago, se as verrugas forem lavadas e a sua cor foi branqueada. Um método confiável para distingui-las é verificar se existem fíbulas nas bases dos basídios, presentes apenas no A. australis.
Tal como a maioria das outras espécies de Amanita, o cogumelo forma uma relação simbiótica através de micorrizas com determinadas espécies de plantas. Trata-se de um relacionamento mutuamente benéfico, no qual as hifas do fungo crescem em torno das raízes de árvores, possibilitando, dentre outras coisas, a troca de nutrientes entre o fungo e o vegetal. A. nothofagi se desenvolve em estreita associação com árvores como Leptospermum scoparium, Kunzea ericoides e principalmente certos tipos de faias (gênero Nothofagus), incluindo Nothofagus fusca, N. menziesii, N. solandri e N. truncata. O epíteto específico nothofagi é uma referência à essa relação com árvores  do gênero Nothofagus.

## Taxonomia
A espécie foi descrita pela primeira vez pela micologista neozelandesa Greta Stevenson, que coletou espécimes em meados da década de 1950 em Nelson e Cabo Farewell, na Ilha Sul da Nova Zelândia. Ela publicou uma descrição do fungo no Kew Bulletin, um periódico dos Reais Jardins Botânicos de Kew, em 1962, na segunda de cinco partes de uma série de artigos que descrevem a diversidade de cogumelos do país. O epíteto específico nothofagi refere-se a Nothofagus, o gênero de faias que inclui as árvores com as quais o fungo está frequentemente associado. Na língua inglesa, o especialista em cogumelos Amanita Rodham Tulloss usa o nome popular "southern beech Amanita", enquanto Geoff Ridley sugere o termo "charcoal flycap".
Stevenson classificou o Amanita nothofagi na seção Phalloideae do gênero Amanita, mas Ridley considerou melhor colocá-lo na seção Validae por causa de seus "basidiósporos subglobosos, base da estipe clavada ou ocasionalmente abruptamente bulbosa, com bandas esparsas ou restos da volva ao redor".

## Descrição

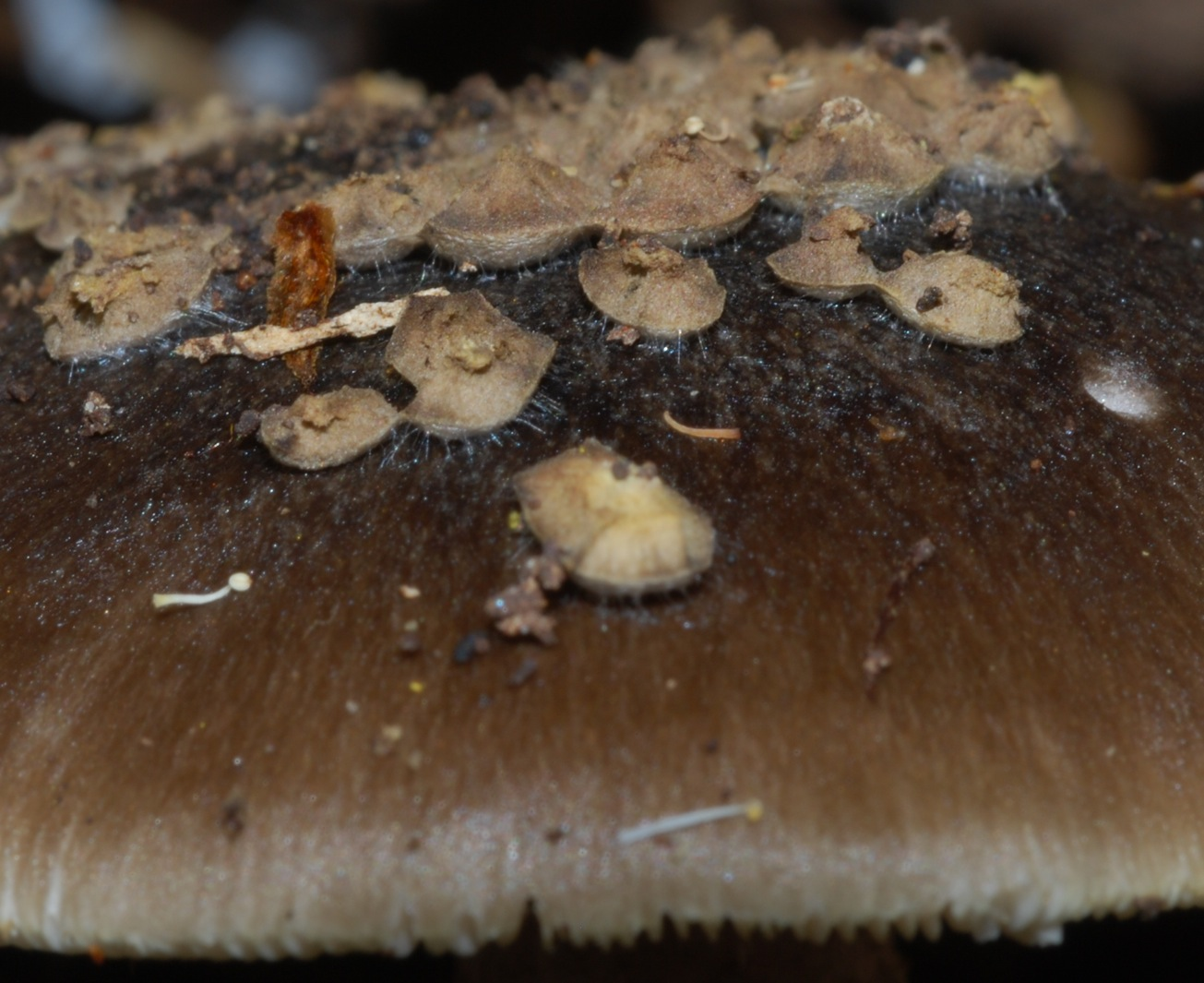
Verrugas na superfície do chapéu.

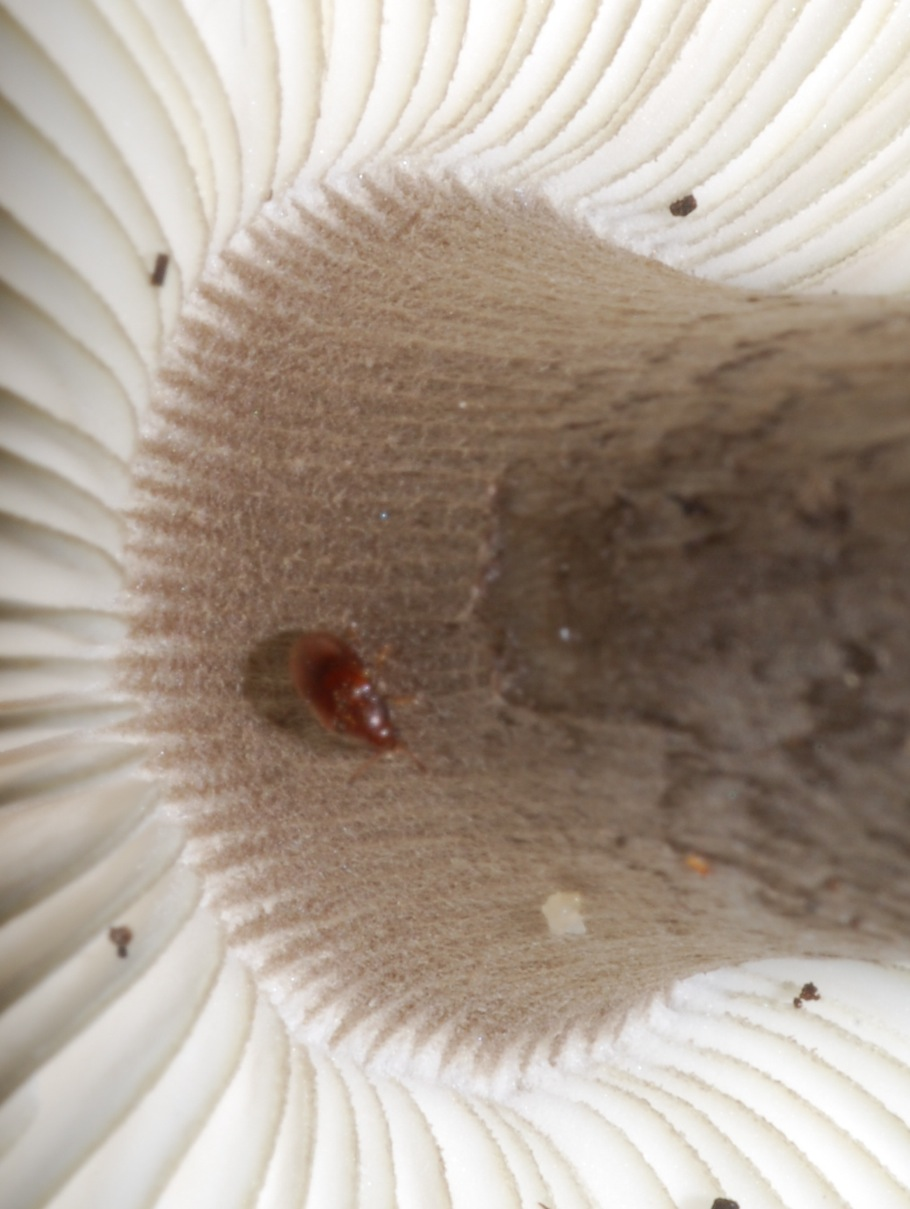
As lamelas, brancas e apinhadas, não se ligam diretamente ao tronco.

O píleo (o "chapéu" do cogumelo) de A. nothofagi é inicialmente convexo, mas com o passar do tempo vai ficando achatado, com uma depressão central e com ranhuras radiais na margem. Ele atinge de 3 a 13 centímetros de diâmetro. Sua cor é variável, de castanho-amarelado a cinza escuro ao sépia-acinzentado, com estrias radiais em tom cinza escuro acastanhado. A superfície do píleo é pegajosa quando o cogumelo ainda é jovem ou está molhado, mas fica ressecada com a idade. Os remanescentes da volva formam manchas feltradas, pequenas ou grandes, de formatos irregulares (às vezes parecendo uma cicatriz), e que têm cor sépia a sépia-acinzentado. As lamelas são apinhadas e livres de adesão ao tronco. Elas são brancas a cor de creme e medem 6 a 10 milímetros de largura. As lamélulas (lamelas curtas que não se estendem completamente a partir da borda do chapéu até a estipe) têm extremidades um pouco truncadas.
A estipe mede 4,0 a 14,0 cm de altura, 0,5 a 2,5 cm de espessura, e afunila ligeiramente no topo. Ela é oca e tem uma base em forma de bulbo medindo entre 1,0 e 3,0 cm de diâmetro. A superfície do tronco acima do nível do anel é branca, esparsamente coberta com tufos lanosos ou crespos, ocasionalmente quebrando-se em faixas transversais; já abaixo do anel, a superfície da estipe é lisa ou apresenta escamas estriadas ou fibrilosas. Ela é esbranquiçada, lustre ou sépia-acinzentada com listras cinzas. A base do tronco pode ou não ter um anel ou um aro amarelo-claro a sépia-acinzentado formado por remanescentes da volva. O anel é membranoso, com ranhuras, esbranquiçado, acastanhado, sépia-acinzentado ou cinza-lavanda. Ele primeiro paira livremente antes de se tornar aderido à estipe, muitas vezes ficando grudado à borda do chapéu. A carne do píleo é branca ou com manchas cinzentas sob sua parte central, por vezes com uma linha cinza acima das lamelas; já a carne do tronco é branca a amarela pálida.

### Características microscópicas
Amanita nothofagi tem a impressão de esporos, uma técnica usada na identificação de fungos, de cor branca. Os esporos, quando vistos com o auxílio de um microscópio, medem normalmente 7,5 a 9 por 7,5 a 9 micrômetros (µm), têm paredes finas e formatos esféricos, elipsoides, ou amplamente elipsoides. São ainda hialinos (translúcidos), e amiloides, o que significa que irão absorver o iodo quando corados com o reagente de Melzer, ficando de cor azul escuro. Os basídios (células que carregam os esporos) medem 30,5 a 57 por 8 a 16 µm, têm quatro esporos cada, e não estão fixados à base. As células da margem das lamelas são abundantes, hialinas, de formato esférico, com secção em forma de trevo ou inchada em uma das pontas, e medem 13 a 58 por 8 a 33 µm. A cutícula do píleo consiste de uma suprapellis (camada superior) fortemente gelatinizada com 130 a 220 µm de espessura, e uma densa subpellis (camada inferior) não gelatinizada. Os restos da volva no chapéu são constituídos de abundantes células esféricas, elípticas e em forma de trevo, que medem 21 a 119 por 14,5 a 115 micrômetros, misturadas com hifas de 4 a 9 µm de largura, cor de umbra pálido, e de arranjo irregular ou com uma orientação vertical.

## Espécies semelhantes
Os cogumelos de Amanita nothofagi podem ser confundidos com os de A. australis se as verrugas forem lavadas  e a sua cor foi branqueada. Um método confiável para se fazer a distinção entre essas duas espécies é verificar se existem fíbulas nas bases dos basídios: essas estruturas estão presentes no A. australis e ausentes no A. nothofagi. Ridley observou que a coleção-tipo foi feita com um espécime cinza escuro, e coletores que se depararam depois com exemplares mais amarronzados tiveram dificuldade em identificar corretamente a espécie. Cogumelos mais pálidos assemelham-se a A. excelsa, o que levou alguns a acreditar erroneamente que tal espécie ocorre na Nova Zelândia.
Amanita luteofusca também é similar na aparência, no tamanho dos esporos, na reação amiloide, e na ausência de fíbulas nos basídios. Mas é possível distingui-lo de A. nothofagi, na maioria das vezes, apenas com base na cor: ele é marrom-acinzentado a marrom cinza-amarelado e com o passar do tempo vai ficando castanho-rosado. Tulloss sugere que as semelhanças existentes entre várias espécies da Australásia e do Chile, como a falta de cores brilhantes nos corpos de frutificação e anéis e volvas similarmente acinzentados a amarronzados, podem indicar que estes cogumelos compartilham um ancestral comum do Gondwana.

## Ecologia, habitat e distribuição
Os corpos de frutificação de Amanita nothofagi crescem solitariamente ou em grupos dispersos. Assim como a maioria das outras espécies de Amanita, o cogumelo forma uma relação simbiótica através de micorrizas com determinadas espécies de plantas. Trata-se de um relacionamento mutuamente benéfico, no qual as hifas do fungo crescem em torno das raízes de árvores e arbustos, possibilitando que o fungo receba umidade, proteção e subprodutos nutritivos do vegetal; em contrapartida, oferece à árvore maior acesso aos nutrientes do solo, como o fósforo. A. nothofagi se desenvolve em estreita associação com certos tipos de faias (gênero Nothofagus), incluindo Nothofagus fusca, N. menziesii, N. solandri e N. truncata; além de Leptospermum scoparium e Kunzea ericoides. Encontrado em ambas as ilhas Norte e Sul da Nova Zelândia, é a espécie mais comum de cogumelo Amanita endêmico do país.